# Rafael Frank

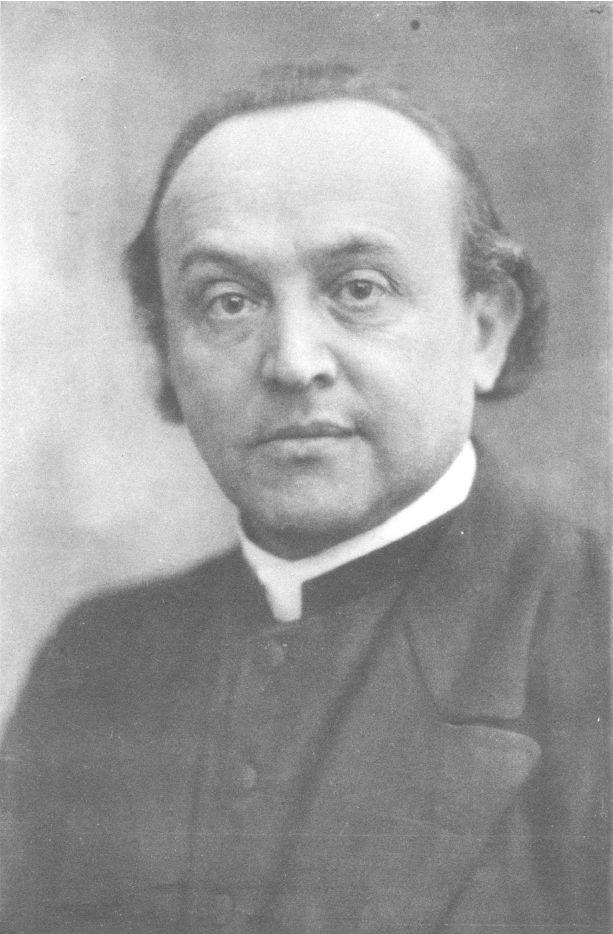
Rafael Frank (1867–1920)

Rafael Frank, auch Raphael Frank (* 11. März 1867 in Ichenhausen; † 9. März 1920 in Leipzig) war ein deutscher Lehrer und Kantor und Gestalter der weltweit verbreiteten und meistbenutzten hebräischen Schriftart Frank-Rühl.

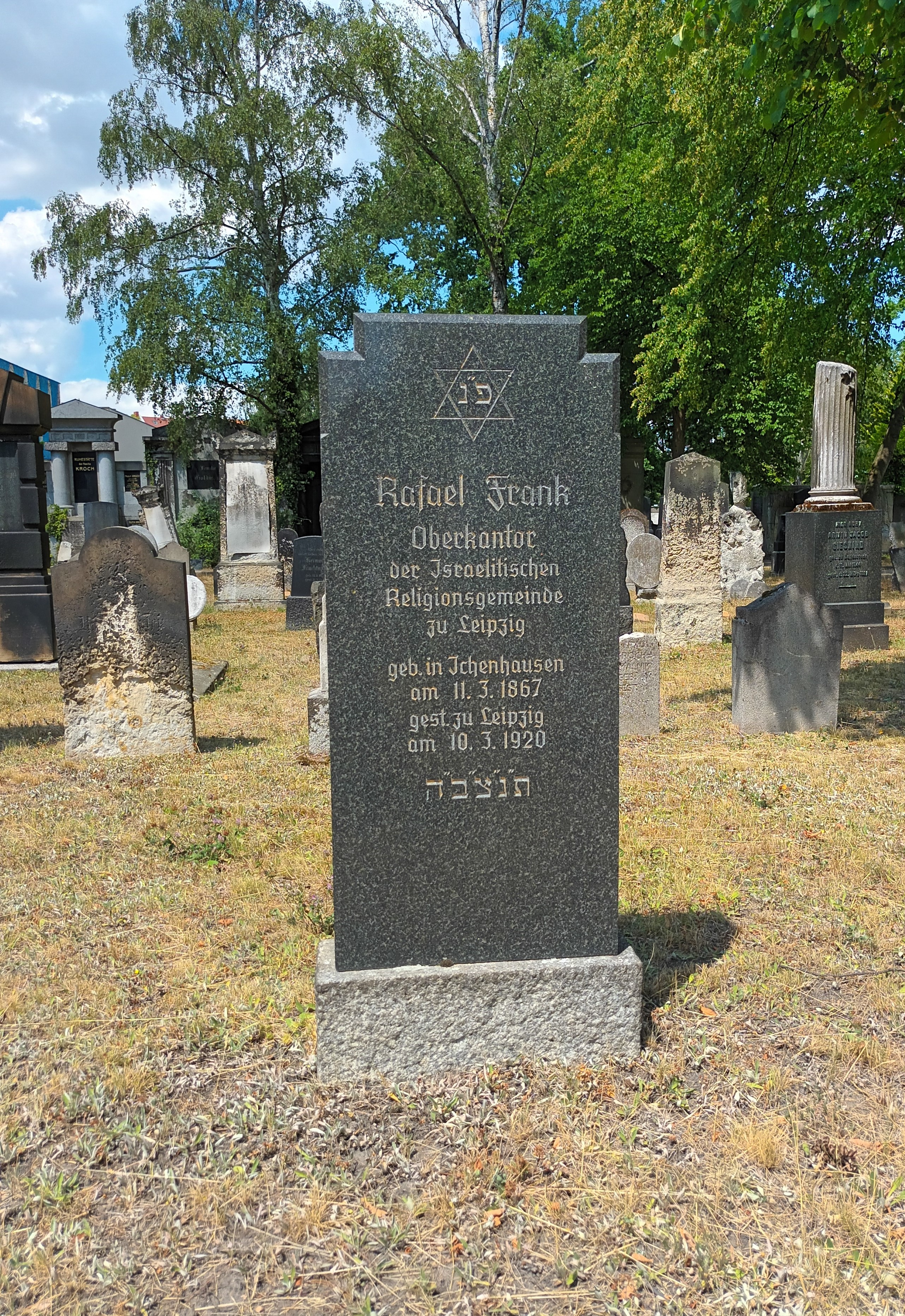
Grabstätte Rafael Frank

## Leben und Wirken
Rafael Frank war das dritte von sieben Kindern des Antiquitätenhändlers Gerson Frank und dessen Ehefrau Amalie, geb. Kramer. Er wuchs in der schwäbischen Gemeinde Ichenhausen im heutigen Landkreis Günzburg auf, wo sich damals eine der größten jüdischen Gemeinden in Bayern befand. Nachdem seine Familie ihm das begonnene Musikstudium in München nicht mehr finanzieren konnte, wurde Rafael Frank (ab 1884) in Köln zum Kantor und Religionslehrer ausgebildet.
Frank war als Lehrer und Kantor in Simmern, Neuss und ab 1895 in Halle (Saale) tätig. 1903 kam er nach Leipzig und war dort Oberkantor der jüdischen Gemeinde.

Frank-Rühl-Hebräisch

In Leipzig entwickelte er im Jahr 1909 eine Schrift für das hebräische Alphabet, die von der kleinen Leipziger Schriftgießerei C. F. Rühl gegossen und unter dem Namen „Frank-Rühl-Hebräisch“. angeboten wurde. Mit der Übernahme von C. F. Rühl durch die Firma H. Berthold AG, die 1924 den ersten Katalog exklusiv mit hebräischen Schriften publizierte, erreichte die Schrift ab Mitte der 1920er Jahre weltweite Verbreitung. Neben der Frank-Rühl geht auch die ebenfalls von der H. Berthold AG vertriebene serifenlose hebräische Druckschrift Miriam auf Entwürfe Franks zurück.
Rafael Franks Grab befindet sich auf dem Alten Israelitischen Friedhof in Leipzig.

## Werke
- Über hebräische Typen und Schriftarten, H. Berthold AG (Privatdruck), Berlin 1926, PDF
- Über hebräische Typen und Schriftarten. In: Archiv für Buchgewerbe, 48. Jahrgang (1911), Heft 1, S. 20–25 (online)